# Maurice Byé
Maurice Byé (1905 - 6 mai 1968) est un économiste français. Professeur à Paris, proche de l'école de François Perroux, il est membre du Conseil économique et social.

## Biographie
Étudiant à Lyon, il obtient en 1928 les grades de docteur en droit et es-lettres avec une thèse sur le port de Gênes, son activité, son organisation et sa fonction économique.
 D'abord enseignant à Paris, il occupe à Toulouse la chaire d'économie politique à partir de 1936. En mission avant 1939 au Brésil, il revient à Toulouse où il publie des ouvrages de référence sur l'économie du développement. Pendant la guerre, il s'engage dans les Forces françaises libres. Se spécialisant sur les relations économiques internationales, il rejoint Paris en 1948.
C'était un professeur en troisième année de licence absolument extraordinaire qui a marqué beaucoup d'étudiants.
Très actif, il contribue à la diffusion de la réflexion économique dans de nombreux lieux et institutions : Ainsi dans les facultés étrangères, dans le cadre de travaux réalisés à l'ISEA, dans sa participation au Conseil économique et social, au Centre universitaire d'études des Communautés européennes, aux Semaines sociales et dans l'engagement politique au sein du MRP. Aux élections législatives de 1951, il est candidat du MRP dans l'Ariège. Il est également candidat titulaire en 1958 et suppléant en 1962.

## Œuvre et apport

### Relations économiques internationales
Son œuvre principale est un volumineux manuel portant sur les relations économiques internationales (publié chez Dalloz en 1959).
Byé met en exergue les déséquilibres et asymétries qui empêchent les régulations automatiques du libre marché et pointe les difficultés des nations et des individus qui nouent à l'échelle mondiale des relations économiques ou financières.
« La croissance est déséquilibre, le développement est déséquilibre. L'implantation d'un pôle de développement suscite une suite de déséquilibres économiques et sociaux. La croissance et le développement d'un ensemble de territoires et de populations ne seront donc obtenus que par l'aménagement conscient du milieu de propagation des effets du pôle de développement »
Il plaide pour une méthodologie d'approche structurelle « à la française » et institutionnelle : Les organisations nationales et internationales peuvent être les vecteurs de la régulation de l'économie mondiale. De véritables Institutions sont donc nécessaires pour « passer d'une économie internationale à une économie de société humaine »
Dans un article de 1965, il pointe les nouvelles tendances de la coopération internationale, qui se situent pour lui « au-delà des pratiques traditionnelles du commerce ou de l'aide ».
« Depuis quelques années, la coproduction prend dans les rapports internationaux une importance croissante. La jonction de plusieurs nations dans une œuvre économique intégrée, réalisée sur plusieurs territoires apparaît sous des formes multiples : pays occidentaux joignant leurs industries “de pointe” (aéronautiques, atomiques…), Est et Ouest liés en de mêmes unités industrielles, “associations coopératives” entre pays développés et en voie de développement…
Nous voudrions apprécier par contraste et évaluer cette tendance. Elle est de portée théorique et pratique générale. Dans les domaines qu'elle atteint, elle déplace le lieu de la collaboration internationale de l'économie de marché à l'économie de la décision d'investissement. Elle contraint à réviser l'analyse de l'équilibre et de la croissance en dépassant le “fignolage” des techniques ricardienne et postkeynésienne dans la direction indiquée par François Perroux, et, sur d'autres pistes, par H.-B. Chenery et John Hicks. Elle ouvre peut-être une issue à la recherche d'une efficacité dans la lutte contre le sous-développement. Elle donne une nouvelle forme à la solidarité mondiale en vue de la croissance et au développement harmonisé. »

### La concentration et les grandes entreprises
Raymond Barre pointe l'appellation de « grandes unités interterritoriales » sous lequel Maurice Byé entrevoit avant bien d'autres le phénomène des entreprises multinationales :
«L'observation des économies contemporaines fait apparaitre le rôle croissant qu'y jouent depuis le début du XXe siècle les grandes entreprises. Leur importance tient au volume de leur production, au nombre des salariés qu'elles utilisent et qu'elles forment. Elles sont présentes dans toutes les branches de l'économie.(…) Leur influence s'étend même au-delà des frontières d'un pays et couvre d'autres économies développées ou sous-développées. On a alors affaire aux «grandes unités interterritoriales » dont l'activité domine les marchés internationaux de certains produits (pétrole, produits chimiques, etc.) »
Thème évoqué par M. Byé en décembre 1965 dans un article intitulé : « Vers la production en commun…» décrivant les formes nouvelles de coopération internationale et qui sera repris et approfondi en 1968 sous le concept des Firmes plurinationales, dans les Cahiers de l'ISEA.

### Les problèmes économiques européens
M. Byé rédige et publie avec G. di Nardi un « Rapport à la conférence intergouvernementale sur la reconversion industrielle des régions touchées par la fermeture des mines » (CECA, 27 septembre - 1er octobre 1960 à Luxembourg).

### Échec de la formation d'un «Mouvement Travailliste» en France
Parallèlement à son action dans le domaine économique, M. Byé se manifeste dans le combat politique : Au lendemain de l'échec de la Fédération Deferre, Maurice Byé fait partie des huit signataires - anciens membres du MRP- qui militent pour le maintien d'un centrisme social, à connotation « travailliste », sinon socialiste. Cette tendance demeure minoritaire et se trouve contrainte de rallier la galaxie centriste qui se forme en avril 1963 à l'initiative d'un Comité d'Études et de liaison des Démocrates français rassemblant des hommes d'origines diverses : Anciens MRP (comme Joseph Fontanet ou Jean Lecanuet); représentants du CNI (Bertrand Motte) ; Radicaux et apparentés (Pierre Baudis, Maurice Faure, Jacques Duhamel); voire membres de la SFIO (Claudius delorme, René Regaudie, Jean Montalat)  .

## Ouvrages publiés
- 1928 : La Loi des rendements non proportionnels (Université de Lyon)
- 1943 : Traité d'Économie Politique, Les cadres économiques, en collaboration avec Gaëtan Pirou, Sirey Paris 448 p.
- 1948 : Cours d'économie politique (université de Paris)
- 1949 : Le pouvoir économique (Semaines sociales de Lille)
- 1958 : Demain l'Europe sans frontières (Paris, éditions Plon)
- 1962 : Balance of payments and Growth, Kyklos, Vol 15, issue 2, p. 496-500, may 1962
- 1965 : Manuel de relations économiques internationales, Maurice Byé (Dalloz Paris)
- 1966 : Le Concept de sous-développement (en collaboration avec Jacques Freyssinet)
- 1966 : Développement et sous-développement (en collaboration avec Celso Furtado, PUF)
- 1968 : Les Firmes plurinationales, in Cahiers de l'ISEA, tome II, no 9
- 1970 : Les Problèmes économiques européens (Paris, éditions Cujas)